# Деревья в парке (Жа-де-Буффан)
«Деревья в парке (Жа-де-Буффан)» (фр. Marronniers et ferme du Jas de Bouffan) — картина французского художника Поля Сезанна из собрания Государственного музея изобразительных искусств имени А. С. Пушкина в Москве.

## История
Расположенное неподалеку от Экса-ан-Прованса имение Жа-де-Буффан принадлежало семье Сезанн с 1859 по 1899 год, виды которого Поль Сезанн отобразил в большей части своих пейзажей в 1880-е годы, работая непосредственно на природе.
Картина была приобретена в 1911 году за 28 000 французских франков московским купцом и коллекционером И. А. Морозовым у Амбруаза Воллара.
После Октябрьской революции собрание Морозова было национализировано, и эта картина среди прочих оказалась в Государственном музее нового западного искусства, а после расформирования музея в 1948 году была передана в Государственный музей изобразительных искусств имени А. С. Пушкина. Картина выставляется в бывшем флигеле усадьбы Голицыных на Волхонке, в Галерее искусства стран Европы и Америки XIX—XX веков.

## Описание
В центре полотна в стиле воздушного провансальского пейзажа находится ряд зрелых деревьев вдоль узкой полосы грунтовой дороги. Они создают хаотичный узор, который делает местность однородной и лишает её выразительных деталей.
Справа от этого ряда деревьев начинается серия холмов, контуры которых выглядят грубыми и неопределёнными. Деревья на переднем плане напоминают силуэты неуклюжих танцоров, застывших в странных позах. Возможно, они были поражены каким-то удивительным зрелищем, которое вызвало у них удивление, восхищение или страх.
Источник их энергии остаётся неизвестным, но ветви деревьев в верхней части холста образуют сложный клубок переплетённых линий, который резко контрастирует с простотой переднего плана на спокойной сельской сцене. За грунтовой дорогой, на вершине холма, мы видим многоэтажный бежевый дом с небольшим флигелем слева. Здание имеет двухкомпонентную структуру и написано на фоне ветреного неба различных оттенков синего.
Сезанн создал эту картину с явной экономией: мазки кисти тонкие и точно очерченные, палитра из жёлтых и зелёных цветов относительно проста, а зоны холста, обозначающие землю, оставлены без краски. Всю свою жизнь Сезанн экспериментировал с пространственными отношениями в природе, будь то работа на натуре или по памяти. В полотне голые, ослабленные деревья выглядят как фриз на фоне зон рецессивного цвета, созданный в технике акварели на бумаге, а не масла по холсту. Строгие геометрические объёмы домов контрастируют со свободно написанными, «вибрирующими» зелёными кронами деревьев и ослепительно синим небом.
Наиболее близкими к этой композиции считаются «Каштаны и ферма в Жа-де-Буффан» (1885–1887) из Провиденса в Род-Айленде, США, и пейзаж из частного собрания в Праге.